# You Will Die Here Tonight
『You Will Die Here Tonight』（ユー・ウィル・ダイ・ヒア・トゥナイト）は、Spiral Bound Interactiveが開発したサバイバルホラーゲーム。

## ゲームプレイ
プレイヤーは6人の警察官のグループを操作し、ゾンビが蔓延る洋館へと入っていく。本作は『バイオハザード』に似たサバイバルホラーゲームであり、戦闘以外はアイソメトリックビューで、戦闘時は一人称視点に切り替わる。プレイヤーは一度に1人のキャラクターを操作し、操作キャラクターが死亡するとそのキャラクターは永久に死んだままとなり（パーマデス）、プレイヤーは別のキャラクターを操作することになる。ストーリーに不可欠なアイテムは新しいキャラクターの所持品に残るが、その他のアイテムは以前の操作キャラクターの死体から回収する必要がある。6人のキャラクター全員が死亡すると、プレイヤーはチェックポイントに戻る。

## 開発
デベロッパーのSpiral Bound Interactiveはシアトルに拠点を置いている。チームは幼少期に『バイオハザード』をプレイした思い出に影響を受けており、チームのクリエイティブディレクターは、自身のPlayStation用のメモリーカードを持っていなかったので、『バイオハザード』をレンタルしたとき、負けずに早くクリアしようと努めなければならなかったと語っている。その他に影響を受けた作品として『サイレントヒル』や『ザ・ハウス・オブ・ザ・デッド』などがある。『You Will Die Here Tonight』はGameMakerでプロトタイプが作られ、その後Unityで再実装された。Spiral Bound Interactiveは、2023年10月31日にWindows向けに本作を発売した。

## 評価
『You Will Die Here Tonight』は、Metacriticで賛否両論だった。IGN Middle EastとTechRadarは、『バイオハザード』を彷彿とさせるレトロなグラフィックを称賛したが、GameSpotはそれらを単調と呼び、影があまり使われていないことを批判した。IGNとGameSpotは、パーマデスの実装と音楽を批判した。TechRadarは戦闘システムを楽しんだものの、IGNとGameSpotは戦闘が簡単すぎると感じていた。GameSpotとTechRadarはパズルを称賛した。3サイト全てがゲームのテキストを批判した